# 朴志娟
朴志娟（韓語：박지연，1991年5月17日—），韩国围棋职业六段棋手。

## 生平
- 2010年9月在第15届三星财产杯32强战胜金惠敏和柁嘉熹，闯入16强。
- 2011年在第一届黄龙士佳源杯上胜黑嘉嘉和陈一鸣，负于吉田美香。
- 2014年在第二届百灵杯世界围棋公开赛预选赛上连胜金伸英、宋容慧和杨梓后进入本赛。
- 2015年在第二届“MLILY梦百合杯”世界围棋公开赛预选赛上连胜黑嘉嘉、张越然、汪雨博和张子涵后进入本赛。
- 2016年在第六届黄龙士双登杯上战胜谢依旻。